# Michael Clarke
Michael Clarke (3. června 1946 Spokane, Washington – 19. prosince 1993 Treasure Island, Florida) byl americký bubeník.
V roce 1965 spoluzaložil skupinu The Byrds, ze které však roku 1967 odešel, znovu se vrátil v letech 1972 až 1973 a krátce se skupinou vystupoval i v roce 1991. Když poprvé ze skupiny odešel, věnoval se nejprve malířské činnosti, ale brzy poté následoval baskytaristu Byrds Chrise Hillmana a stal se členem jeho nové skupiny The Flying Burrito Brothers.
Zemřel na selhání jater v důsledku dlouholeté nadměrné konzumace alkoholu ve svých sedmačtyřiceti letech.